# Elisabeth Egnell
Elisabeth Egnell (née le 19 novembre 1987 à Säbrå, Suède), est une joueuse suédoise de basket-ball.

## Biographie
Elle dispute l'Eurocoupe en 2009 et 2014. Lors de l'édition 2014 justement, avec le club suédois de Norrköping, ses statistiques sont de 15,6 points, 8 rebonds et 2,5 passes décisives en moyenne par match. En mai 2015, elle signe avec le club français de l'Union Féminine Angers Basket 49 pour la saison LFB 2015-2016.

## Club
| Saisons   | Équipe                                         | Pays       |
| 2005-2007 | Boston College                                 | États-Unis |
| 2007-2009 | Solna Vikings                                  | Suède      |
| 2009-2010 | COB Calais                                     | France     |
| 2010-2011 | Società Sportiva Pallacanestro Napoli-Pozzuoli | Italie     |
| 2012-2014 | Norrköping Dolphins                            | Suède      |
| 2014-2015 | PINKK-Pecsi                                    | Hongrie    |
| 2015-     | Union Féminine Angers Basket 49                | France     |